# Georges Rouquier
Georges Rouquier (ur. 23 czerwca 1909 w Lunel-Viel, zm. 19 grudnia 1989 w Paryżu) – francuski reżyser i scenarzysta filmowy, specjalizujący się głównie w filmach dokumentalnych.
Jego najbardziej znane dzieło, Farrebique (1946), było lirycznym spojrzeniem na rok z życia rodziny prostych rolników z Aveyron, na które największy wpływ miał naturalny cykl pór roku. Po 37 latach Rouquier powrócił do tej samej wioski, by zrealizować swoisty sequel poświęcony zachodzącym w niej przemianom pt. Biquefarre (1983). Obraz ten przyniósł mu Grand Prix Jury na 40. MFF w Wenecji. Rouquier zdobył też Cezara za najlepszy krótkometrażowy film dokumentalny za La maréchal-ferrant (1977).